# Carlos Fuentes Cáceres
Carlos Fuentes Cáceres (* 1950) ist ein ehemaliger mexikanischer Botschafter.

## Leben
1971 war er an der mexikanischen Botschaft in Manila unter Federico Barrera Fuentes, 1986 in Helsinki unter Rodolfo Navarrete Tejero und 1998 in Bern unter Enrique Manuel Loaeza Tovar als Cousellor akkreditiert.
| Vorgänger                | Amt                                                                    | Nachfolger                |
| ------------------------ | ---------------------------------------------------------------------- | ------------------------- |
| Jesús Cabrera Muñoz-Ledo | Mexikanischer Botschafter in Kairo 1. Dezember 1994 bis 12. April 1995 | Héctor Cárdenas Rodríguez |